# Pachacuti

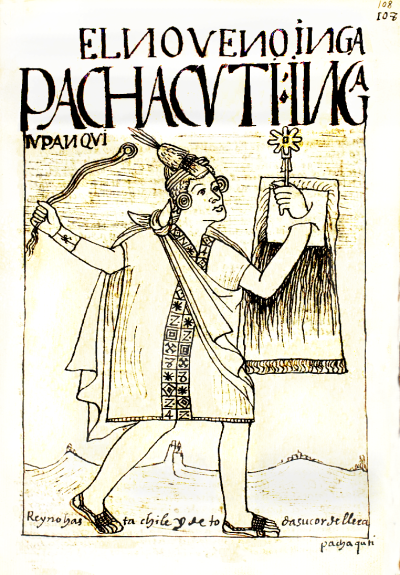
Pachacuti
(1615), Guamán Poma, El primer nueva corónica y buen gobierno, KB

Pachacuti Inca Yupanqui of Pachacutec (gestorven in 1471/1472; Pachakutiq Yupanki in Quechua) was de negende Inca-heerser. Hij was een zoon van Viracocha Inca en heeft het Incarijk uitgebreid van het gebied rondom de stad Cuzco naar een groot deel van het huidige Peru en een deel van Ecuador. Hij regeerde van 1438 tot zijn dood in 1471/1472.
Pachacuti reorganiseerde zijn nieuwe rijk, de Tawantinsuyu ("de vier verenigde provincies"). In deze bestuursvorm waren er vier heersers, de apo, die elk een van de vier provincies (suyu) onder beheer had. Onder deze bestuurders stonden de t'oqrikoq, de lokale leiders die een stad of vallei bestuurden. Elke apo had ongeveer 15 t'oqrikoq onder zich.

## Militair succes
Viracocha Inca wilde eigenlijk eerst de broer van Pachacuti tot koning kronen. Het koninkrijk Cuzco dreigde te worden overgenomen door de Chanca's onder hun vorst Anku Walluq uit de regio Apurimac in het westen, de aartsvijanden van de Inca's. Pachacuti had daardoor de kans om zijn vader te overtuigen van zijn tactisch inzicht. Terwijl Viracocha Inca en Pachacuti's broer de strijd uit de weg gingen, maakte Pachacuti de mannen klaar om het koninkrijk koste wat het kost te verdedigen. Hij slaagde hierin en versloeg de Chanca's. Hij won hiermee tevens de steun van het volk en de steun van zijn vader, die hem als opvolger aanwees.

## Veroverd gebied
In het rood de door Pachacuti veroverde gebieden: